# Photo-ionisation à pression atmosphérique
La photo-ionisation à pression atmosphérique (APPI) est un procédé d’ionisation à pression atmosphérique pour la spectrométrie de masse (MS). Il s’agit d’une des méthodes les plus récentes d’ionisation douce qui a été développée dans les années 1980. Cette méthode a été introduite afin d’étendre le domaine d’application des sources d’ionisation à pression atmosphérique (API), à l’analyse des molécules peu polaires, habituellement réfractaires aux analyses en mode d’ionisation chimique à pression atmosphérique (APCI) ou electrospray (ESI). Elle vise également à réduire l’influence des réactions acido-basiques imposées par la composition des phases mobiles, qui contrôlent les résultats en APCI, en leur substituant un mode d’ionisation susceptible d’être mieux maîtrisé par l’analyste. L’APPI est une méthode d’ionisation dans laquelle l’échantillon est ionisé par une lampe ultraviolette. Cette méthode est efficace pour les composés peu à moyennement polaires.

## Principes théoriques et montage
La photo-ionisation (PI) a normalement lieu dans la phase condensée et gazeuse dans laquelle l’énergie d’ionisation est plus basse. En effet, ce phénomène se produit puisque les produits d’ionisations sont stabilisés par la solvatation. Cette situation est vraie pour l’eau puisque son énergie d’ionisation dans la phase gazeuse est de 12,62 eV et de 6,05 eV dans la phase condensée. Par contre, l’eau ne peut pas être utilisée dans la détection par photoionisation puisque son seuil d’ionisation est proche d’un grand nombre d’analytes.
La source APPI est une variante de la source APCI. En effet, elle est constituée également du nébuliseur chauffé, mais les électrons ionisants issus de la décharge couronne sont remplacés par des photons UV émis par une lampe à décharge sous vide. Le principe de l’APPI se base sur le pouvoir de photo-ioniser sélectivement et directement les analytes d’un effluent liquide vaporisé. L’interaction d’un photon d’énergie hν et d’une molécule M conduit à son excitation.
hν + M → M*
Si l’énergie d’ionisation de l’échantillon est plus bas que l’énergie émise par un photon, la molécule excitée reçoit un proton de l’hydrogène du solvant pour devenir (M+H)+.
M* → M(+•) + e−
Contrairement à un électron en EI, le photon cède la totalité de son énergie à M*, qui peut se désexciter par différents processus :
- fluorescence : M* → M + hν
- collision inélastique avec des molécules environnantes : M* + Gaz → M + Gaz
- photodissociation : M* → N1 + N2

Il est possible d’effectuer une discrimination entre les ions formés et le solvant. Effectivement, la source UV peut être choisie en fonction que l’énergie d’émission est plus élevée que l’énergie d’ionisation de l’analyte, mais plus basse que l’énergie d’ionisation des constituants dans l’air et des solvants les plus communs. De cette façon, seulement l’analyte d’intérêt sera ionisé.
La photo-ionisation n’est possible que si l’énergie du photon est supérieure à l’énergie d’ionisation de M, hν>IE(M). Le radical formé peut se fragmenter et conduire à un spectre de masse suffisamment proche de celui obtenu par ionisation électronique classique pour être reconnu lors d’une recherche.

### Ajout d'un dopant
La sensibilité peut être augmentée en additionnant un dopant qui a une énergie d’ionisation plus basse que l’échantillon lui-même. La source de lumière UV utilisée doit être à décharge de krypton. Le dopant peut agir en tant qu’intermédiaire entre les photons et l’analyte par un transfert de charge ou de proton. Pour travailler avec un dopant, le composé choisi doit avoir une énergie d’ionisation plus basse que celle du photon de la lumière émise pour que les photoions aient une énergie de recombinaison haute et une affinité pour les protons qui est faible. Le dopant est normalement ajouté en quantité importante, c’est-à-dire entre 10 et 30 % de la phase mobile (matrice). Par contre, la sensibilité diminue de nouveau lorsque la teneur en dopants surpasse 30 %. Dans les dispositifs, la sensibilité augmente de deux à trois ordres de grandeur lorsqu’un dopant est utilisé. L’échantillon peut être ionisé selon deux mécanismes, soit par une perte d’électron par réaction d’oxydation/réduction ou bien par déprotonnation du dopant.

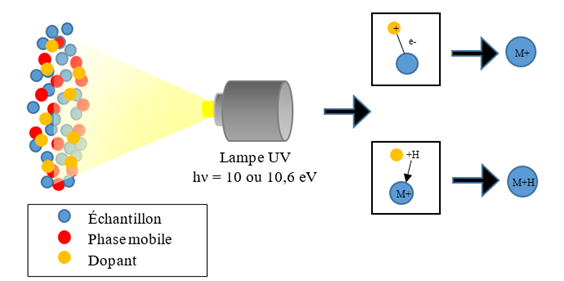
Réactions d’ionisation pour l’APPI avec l’ajout d’un dopant

D + hν → D(+•)
D(+•) + M → M(+•) + D

## Facteurs qui influencent la performance de l'APPI

### Le dopant et l'analyte
L’identité du dopant influence la performance de l’APPI. En effet, seulement quelques substances chimiques ont été testées avec cette technique. Par contre, l’acétone et le toluène ont souvent été utilisés pour différentes applications dans la littérature. L’acétone agit comme un dopant pour les espèces chimiques qui ont une haute affinité avec les protons. Quant au toluène, il augmente la sensibilité de l’APPI pour les espèces chimiques avec une haute ou une basse affinité avec les protons. L’analyte joue un rôle important dans l’ionisation par APPI. Par contre, les paramètres doivent être en partie optimisés empiriquement puisqu’il est impossible de prédire le comportement de chaque analyte.

### Composition de la phase mobile et la température
La composition de la phase mobile joue également un rôle dans la sensibilité de la méthode. Contrairement à l’ESI, l’APPI peut être couplé avec l’HPLC-MS en phase normale plutôt que seulement en phase inverse. Par contre, la phase mobile doit être choisie avec précaution puisque la limite de détection de l’analyte pourrait être grandement affectée. En effet, la perte de sensibilité de la méthode peut provenir d’agrégats de solvants avec des ions. Ces agrégats peuvent être causés par le flux trop élevé ou trop bas de l’éluant à la sortie du nébuliseur. La température du nébuliseur vient également jouer sur la sensibilité de l’APPI.

## Applications
L’APPI peut servir pour plusieurs analytes, soit pour les produits pharmaceutiques, tels que des composés non stéroïdiens ou stéroïdiens. Cette méthode peut également servir dans différents domaines de l’environnement tel que l’analyse des pesticides et des composés organiques volatils. Aussi, les produits naturels et que les composés organiques synthétiques peuvent être ionisés par l’APPI, comme les sucres simples.

## Avantages et inconvénients

### Avantages
- L'APPI peut être utilisée pour une grande gamme de composés chimiques.
- Efficacité d’ionisation plus élevée que par APCI et ESI pour les composés de faible polarité.
- Sensibilité supérieure pour la majorité des espèces chimiques.
- Moins sensible aux effets de matrice lorsque l’APPI répond positivement à un analyte[8].
- Génère des signaux reproductibles.
- Minimiser le nombre de fragmentation lors d'ionisation

### Inconvénients
- Les dopants utilisés sont nocifs pour l’environnement.
- Optimisation des paramètres souvent requise selon l’analyte à l’étude.